# Катупосе, Муна
Муна Катупосе (англ. Muna Katupose; 22 февраля 1988, Опуво, Юго-Западная Африка) — футболист, нападающий клуба «Блэк Африка» и сборной Намибии.

## Клубная карьера
Муна выступал за такие намибийские клубы как «Илевен Старс», «Ошакати Сити», «Илевен Эрроуз» и «Африкан Старс». В 2013 году подписал контракт с «Блэк Африка», в составе которого в первый же сезон стал чемпионом Намибии.

## Карьера в сборной
С 2007 года Муна выступает за сборную Намибии. 29 июля того же года во встрече со сборной Лесото нападающий отметился первым забитым мячом за национальную команду, открыв счёт в матче.
Он был включён в заявку на Кубок африканских наций 2008 в Гане. На турнире Катупосе принял участие во встрече со сборной Гвинеи.
20 августа 2017 Муна забил два мяча в ворота сборной Комор и принёс своей сборной путёвку на Чемпионат африканских наций 2018.

## Достижения
«Блэк Африка»:
- Чемпион Намибии (1): 2013/14

 «Илевен Эрроуз»:
- Обладатель Кубка Намибии (1): 2010/11

 «Африкан Старс»:
- Обладатель Кубка Намибии (1): 2012/13